# We Are the In Crowd
We Are the In Crowd es una banda estadounidense de pop punk de Poughkeepsie, New York, formada en 2009. La banda consiste actualmente de los siguientes miembros: Taylor Jardine, Jordan Eckes, Mike Ferri, Rob Chianelli, y Cameron Hurley. Lanzaron su primer EP, Guaranteed To Disagree, el 8 de diciembre de 2010 y luego lanzaron su primer álbum de larga duración, Best Intentions el 4 de octubre de 2011.

## Historia
La banda comenzó originalmente como un proyecto de estudio entre Tay, Jordan y Mike. Tras experimentar lo que ellos consideraron como posible éxito, decidieron transformar el proyecto en una banda completa. Así pues, se les unieron Rob Chianelli y Cameron Hurley, comenzando una banda de pop punk con canciones cuyas letras se pueden considerar "brutalmente honestas".

## Miembros
- Taylor Kathleen "Tay" Jardine (7 de marzo de 1990) - Voz, Teclado, Violín (2009-presente)
- Cameron Hurley  (2 de agosto de 1990) - Guitarra líder, Coros (2009-presente)
- Jordan Eckes (24 de marzo de 1987) - Guitarra rítmica, Voz (2009-presente)
- Mike Ferri (7 de mayo de 1987) - Bajo (2009-presente)
- Robert "Rob" Chianelli (27 de junio de 1987) - Batería, percusión (2009-presente)

## Discografía

### Discos De Estudio
| Año  | Álbum                                                                                      |
| ---- | ------------------------------------------------------------------------------------------ |
| 2011 | Best Intentions - Lanzamiento: 4 de octubre de 2011 - Sello discográfico: Hopeless Records |

| Año  | Álbum                                                                                  |
| ---- | -------------------------------------------------------------------------------------- |
| 2014 | Weird Kids - Lanzamiento: 18 de febrero de 2014 - Sello discográfico: Hopeless Records |

### EP
| Año  | Álbum                                                                                          |
| ---- | ---------------------------------------------------------------------------------------------- |
| 2010 | Guaranteed To Disagree - Lanzamiento:8 de junio de 2010 - Sello discográfico: Hopeless Records |

### Sencillos
| Año  | Título                              |
| ---- | ----------------------------------- |
| 2009 | "This Isn't Rocket Surgery"         |
| 2009 | "Easy"                              |
| 2009 | "For the Win"                       |
| 2009 | "Never Be What You Want"            |
| 2010 | "Both Sides of the Story"           |
| 2010 | "Lights Out"                        |
| 2011 | "Rumor Mill"                        |
| 2011 | "On Your Own"                       |
| 2011 | "Kiss Me Again (ft. Alex Gaskarth)" |
| 2011 | "Exits and Entrances"               |
| 2013 | "Attention"                         |

### Videos
| Año  | Título                                 |
| ---- | -------------------------------------- |
| 2010 | "This Isn't Rocket Surgery"            |
| 2010 | "For the Win"                          |
| 2010 | "Never Be What You Want"               |
| 2010 | "Both Sides of the Story"              |
| 2011 | "Rumor Mill"                           |
| 2011 | "Kiss Me Again (ft. Alex Gaskarth)"    |
| 2011 | "On Your Own"                          |
| 2012 | "Exits and Entrances"                  |
| 2013 | "Just Give Me a Reason with Alex Goot" |
| 2013 | "Sic Transit Gloria...Glory Fades"     |
| 2013 | "The Best Thing (That Never Happened)" |
| 2013 | "Manners"                              |

## Giras
- Warped Tour (2010, 2011, 2012, 2014)

## Galería

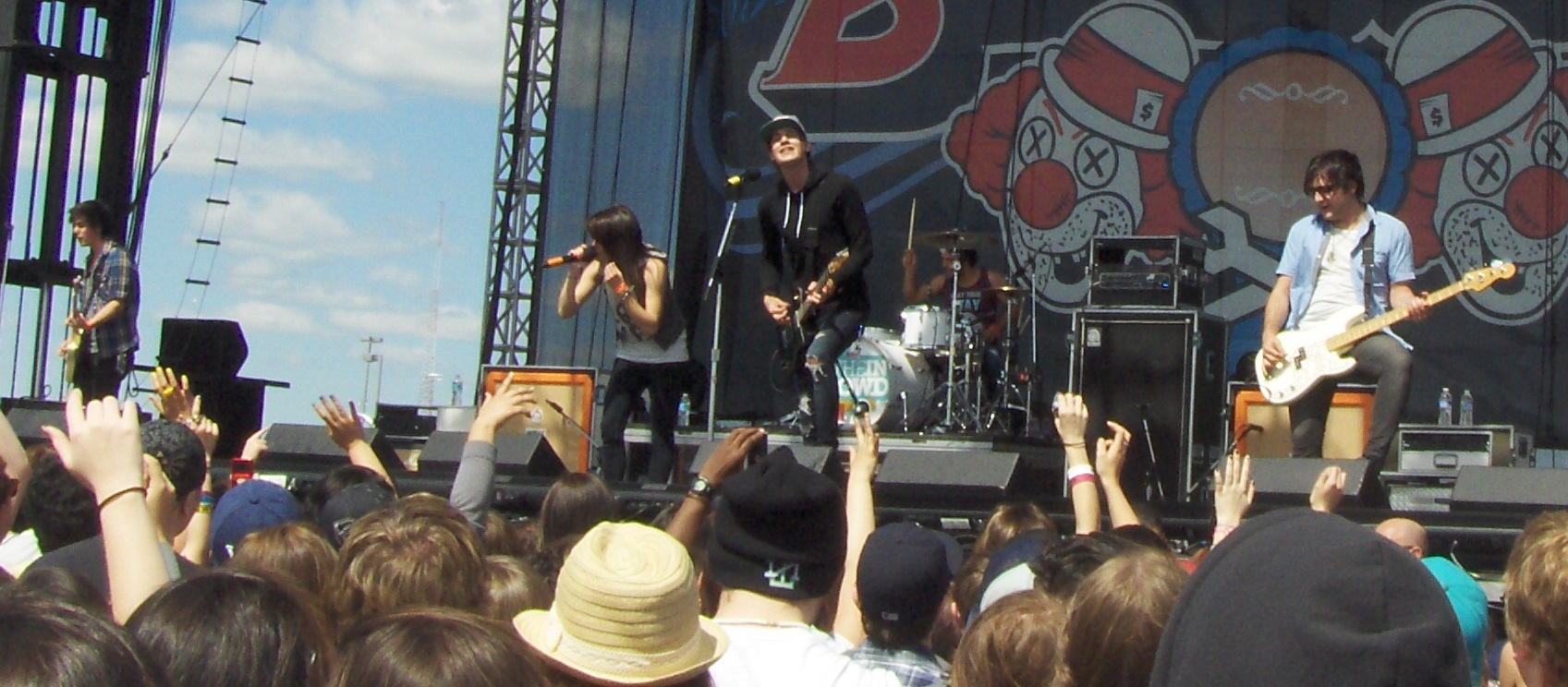
WATIC en 2011
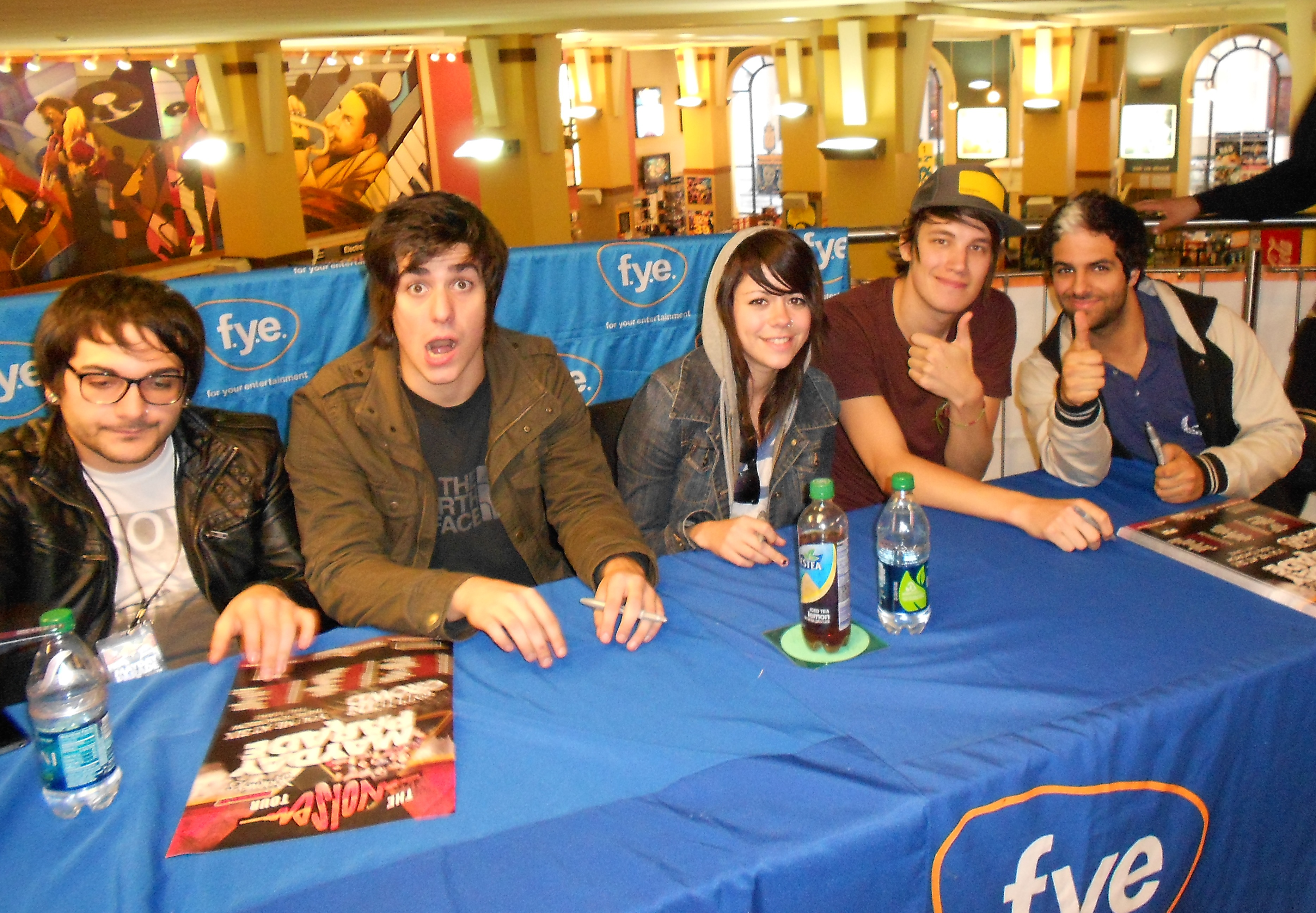
WATIC en Philadelphia
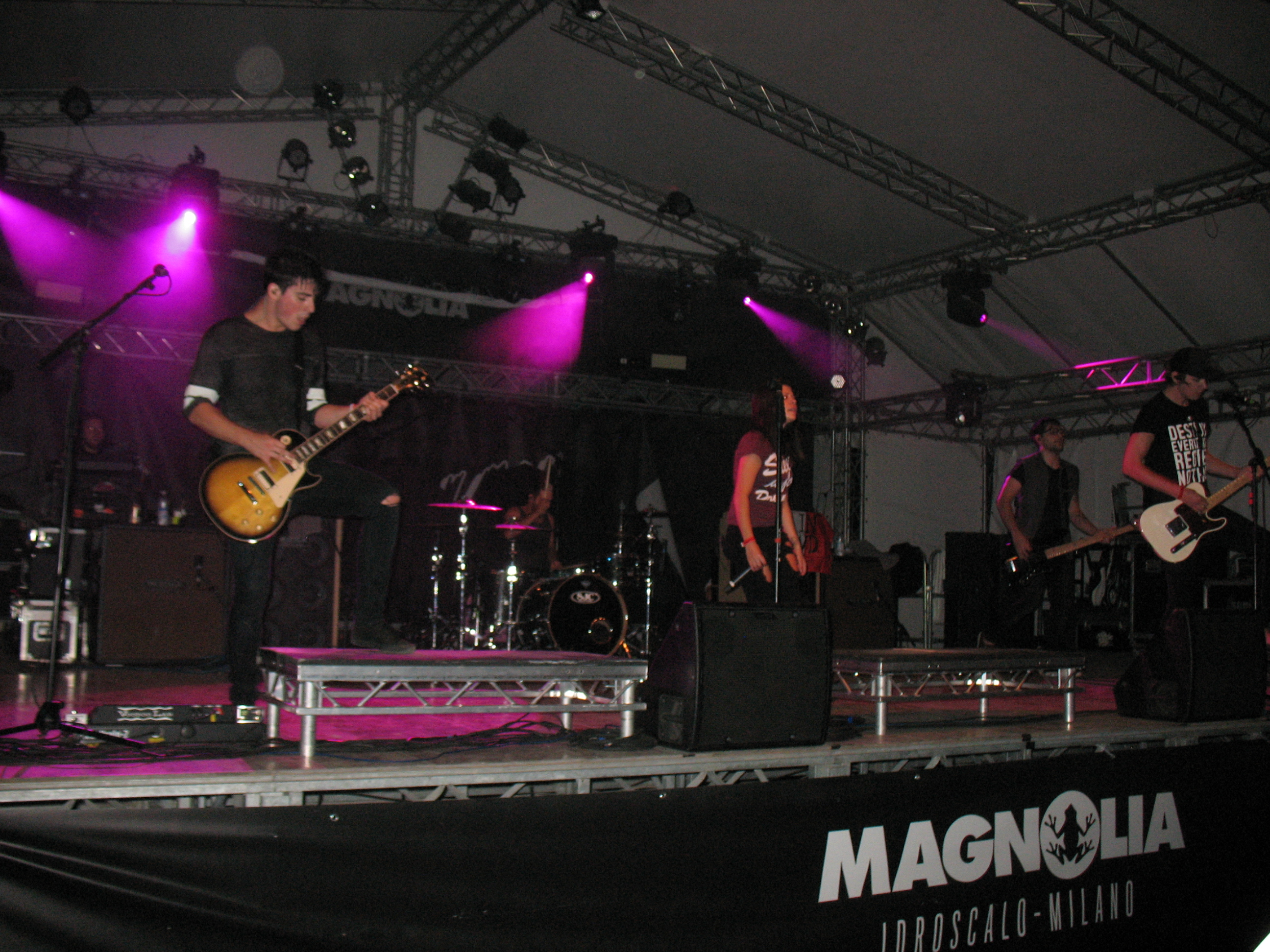
WATIC en Milán
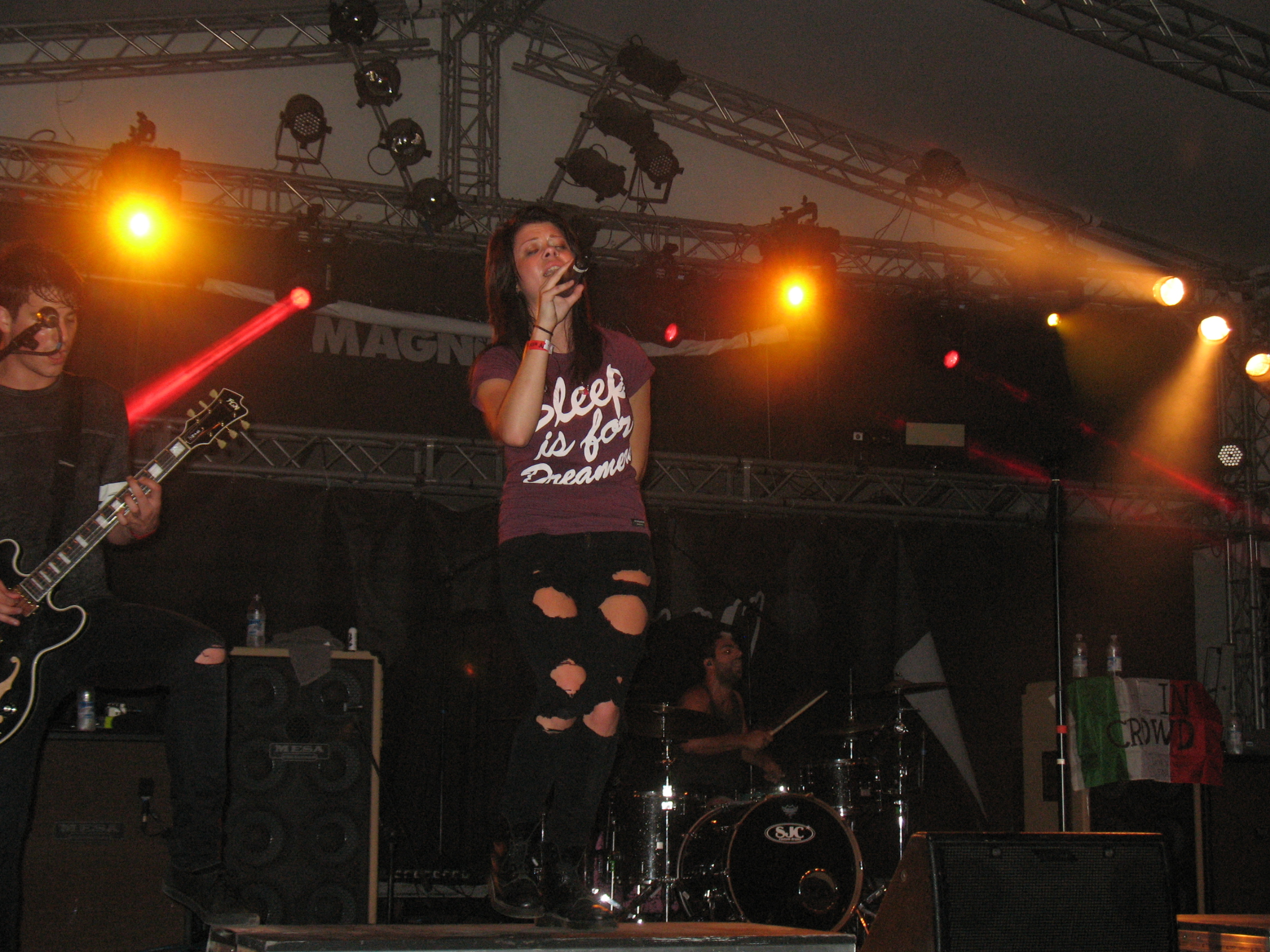
Tay Jardine en un concierto en Milán
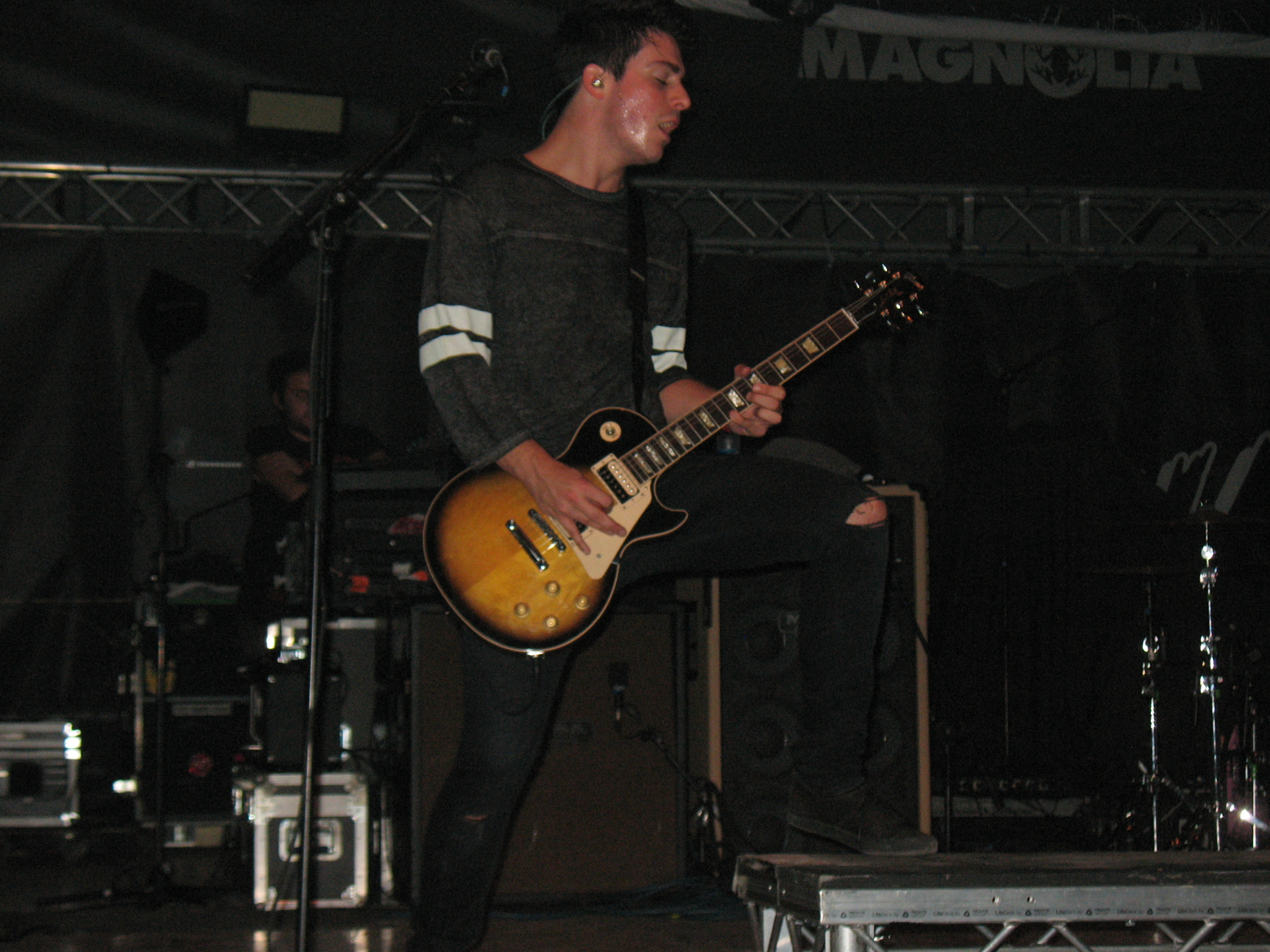
Cameron Hurley en un concierto en Milán
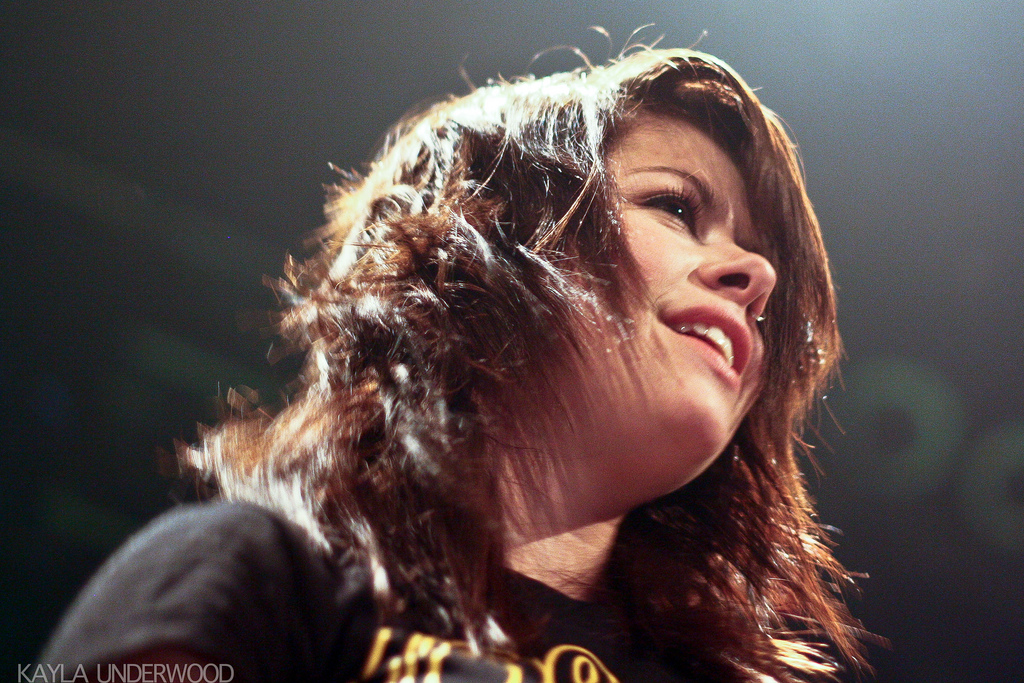
Taylor Jardine en 2011